# Franca Maï
Pour les articles homonymes, voir Maï.
 (août 2018).
Si vous disposez d'ouvrages ou d'articles de référence ou si vous connaissez des sites web de qualité traitant du thème abordé ici, merci de compléter l'article en donnant les références utiles à sa vérifiabilité et en les liant à la section « Notes et références ».
Franca Maï, de son vrai nom Françoise Baud, née le 26 juillet 1959 à Paris 14e, et morte le 8 février 2012 à Villejuif, est une actrice, productrice et écrivain française.

## Biographie
Franca Maï est un-quart vietnamienne par son grand-père maternel.

### Cinéma et télévision
Franca Maï débute comme actrice, sous le nom de Franka Maï, dans Fascination en 1979. Elle apparaît également dans Zig Zag Story en 1982, le Moustachu en 1987, et le téléfilm Les Idiots en 1987.
Elle devient ensuite productrice de cinéma indépendant, en collaboration avec le réalisateur Yorame Mevorach, avec qui elle a une fille en 1993. De 1986 à 1996, avec la société de production Fatale Morgana films immortels, elle produit une cinquantaine de courts-métrages. Plusieurs d’entre eux sont sélectionnés au Festival international des programmes audiovisuels en 1987 et 1988, dont  Berceaumniaque.
Le musicien et écrivain franco-italien Bruno Pochesci collabore en tant que musicien et vidéaste avec Franca Maï pendant plusieurs années, jusqu'au décès de cette dernière en 2012.

### Écriture
En 2001, Franca Maï commence à écrire des romans. Sept d’entre eux sont publiés au Cherche midi entre 2002 et 2009. Les deux premiers, Momo qui kills et Jean-Pôl et la môme caoutchouc, sont réédités chez Pocket.
Politiquement située à l'extrême gauche, elle participe également à plusieurs recueils militants.
En 2004, elle crée avec Didier Delaine le webzine E-Torpedo. Elle publie également des articles sur plusieurs blogs, notamment pour demander la libération des membres d'Action directe, ou pour le site de musique sous licences ouvertes Dogmazic.
Atteinte d’un cancer en 2008, elle s’en inspire pour écrire Divino sacrum, publié à titre posthume par les éditions OVNI en septembre 2016.

### Autres activités
Franca Maï effectue une brève carrière de chanteuse. Son clip Gauche ou Droite (homme pressé), réalisé pour promouvoir sa carrière musicale, est sélectionné au festival de Saint-Tropez.
En 2003, elle conçoit et interprète des lectures musicales de ses romans, mis en musique par Didier Delaine.
En 2006, elle présente un assemblage à l’exposition Papiers d’artistes.

## Filmographie

### Actrice
- 1979 : Fascination, de Jean Rollin : Elisabeth (Sous le nom de Franka Maï)
- 1981 : Quatre femmes, quatre vies : Des chandails pour l'hiver, téléfilm de Marc Marino : une journaliste (Sous le nom de Franka Maï)
- 1983 : La colère de Maigret, épisode de la série Les Enquêtes du commissaire Maigret : la serveuse (Sous le nom de Franka Maï)
- 1983 : Zig Zag Story (ou Et la tendresse?… Bordel! no 2), de Patrick Schulmann : Béatrice, la journaliste
- 1984 : Point mort, de Ody Roos : Léna
- 1987 : Le Moustachu, de Dominique Chaussois : Catherine Frück, la terroriste
- 1987 : Les Idiots, de Jean-Daniel Verhaeghe : la prostituée
- 1987 : Berceaumaniaque, court-métrage de Yorame Mevorach Oyoram : la pythie
- 2007 : La Nuit des horloges de Jean Rollin (Images extraites de Fascination)

### Réalisatrice et scénariste
- 1993 : L'an de mes II, court-métrage
- 2003 : FuckAnge, court-métrage

## Publications

### Romans
- Franca Maï, Momo qui kills, Paris, Le Cherche midi, coll. « Romans », 26 août 2002, 124 p. (ISBN 978-2-7491-0006-7)
- Franca Maï, Jean-Pôl & La môme caoutchouc, Paris, Le Cherche midi, coll. « Romans », 25 août 2003, 119 p. (ISBN 978-2-7491-0129-3)
- Franca Maï, Speedy Mata, Paris, Le Cherche midi, coll. « Romans », 6 janvier 2005, 108 p. (ISBN 978-2-7491-0335-8)
- Franca Maï, L’ultime Tabou, Paris, Le Cherche midi, coll. « Romans », 5 janvier 2006, 144 p. (ISBN 978-2-7491-0502-4)
- Franca Maï, Pedro, Paris, Le Cherche midi, coll. « Romans », 11 janvier 2007, 132 p. (ISBN 978-2-7491-0806-3)
- Franca Maï, L’Amour Carnassier, Paris, Le Cherche midi, coll. « Romans », 10 janvier 2008, 204 p. (ISBN 978-2-7491-0972-5)
- Franca Maï, Crescendo, Paris, Le Cherche midi, coll. « Romans », 8 janvier 2009, 204 p. (ISBN 978-2-7491-1255-8)
- Franca Maï (ill. Arena Mevorach), Divino sacrum, Reims, OVNI Éditeur d'autres réalités, 5 octobre 2016, 144 p. (ISBN 979-10-95443-07-0)

### Nouvelles
- La Passion de la victime, recueil collectif, éditions Que, 2003[précision nécessaire].
- Franca Maï, « Le clochard ricanant », dans Humanimal I (recueil collectif humanitaire), Archipel93, 2003.
- Franca Maï, « La dérive », dans Humanimal II (recueil collectif humanitaire), Archipel93, 2004.
- Franca Maï, « Avec ma permission », « L’oisillon décharné » et « Les repentis chantent faux », dans Humanimal III (recueil collectif humanitaire), Archipel93, 2005.
- Franca Maï, « Et la lune rit avec ses dents pourries », dans La Nuit écarlate ou le Repas des fauves : hommage à Grisélidis Réal, Association Himeros, 2004.
- Franca Maï, « Jardin secret », Vive la mode, no 1,‎ 2006
- Franca Maï, « La Ligne blanche », CCAS infos, no 270,‎ juillet 2006
- Franca Maï, « L’Errance », CCAS infos, no 282,‎ septembre 2007
- Franca Maï, « Soleil aveuglant », CCAS infos, no 310,‎ mars 2010 (lire en ligne, consulté le 13 août 2018)